# Steeleville, Illinois
Steeleville là một làng thuộc quận Randolph, tiểu bang Illinois, Hoa Kỳ. Năm 2010, dân số của làng này là 2083 người.

## Dân số
Dân số qua các năm:
- Năm 2000: 2077 người.
- Năm 2010: 2083 người.